# Blue Magic (Jay-Z)
Blue Magic è un brano musicale hip hop di Jay-Z, pubblicato come primo singolo estratto da American Gangster. Il brano figura il featuring di Pharrell Williams, che esegue il ritornello su una rielaborazione del brano Hold On del gruppo En Vogue. Del brano è stato prodotto un remix a cui partecipano oltre a Jay-Z e Pharrell Williams anche Trey Songz.
Il video musicale del brano è stato diretto da Hype Williams ed è stato trasmesso per la prima volta l'11 ottobre 2007.
Il titolo della canzone fa riferimento al "brand" creato da Frank Lucas, potente narcotrafficante nordamericano, per la sua eroina purissima importata direttamente dal sud-est asiatico nei primi anni '70. Lucas riesce per qualche anno, sfruttando la guerra, a procurarsi tonnellate di eroina di altissima qualità e ad un prezzo molto basso. Per non farsi pizzicare dai controlli per trasportare la droga negli States, prende accordi con alcuni elementi dell'esercito nordamericano. La droga verrà stipata negli aerei che trasportano quotidianamente soldati e materiale da e per il Vietnam.

## Tracce
Promo - CD-Single
1. Blue Magic (clean) - 4:09
2. Blue Magic (main) - 4:39

## Classifiche
| Classifica (2007)                    | Posizione più alta |
| ------------------------------------ | ------------------ |
| Canada                               | 69                 |
| U.S. Billboard Hot 100               | 55                 |
| U.S. Billboard Hot R&B/Hip-Hop Songs | 31                 |
| U.S. Billboard Hot Rap Tracks        | 17                 |
| U.S. Billboard Pop 100               | 52                 |